# 104P/Kowal
104P/Kowal (Kowal 2) – kometa krótkookresowa, należąca do rodziny Jowisza. 

## Odkrycie
Kometa została odkryta 27 stycznia 1979 roku przez Charlesa Kowala w Obserwatorium Palomar (Kalifornia). W nazwie znajduje się nazwisko odkrywcy.

## Orbita komety i właściwości fizyczne
Orbita komety 104P/Kowal okresowo ulega zmianie ze względu na zbliżenia komety do Jowisza. Aktualnie (2016) ma kształt elipsy o mimośrodzie 0,64. Jej peryhelium znajduje się w odległości 1,18 j.a., aphelium zaś 5,35 j.a. od Słońca. Jej okres obiegu wokół Słońca wynosi 5,89 roku, nachylenie do ekliptyki to wartość 10,25˚.
Jądro tej komety ma rozmiary 2 km.